# Saint-Zacharie
Saint-Zacharie is een gemeente in het Franse departement Var (regio Provence-Alpes-Côte d'Azur) en telt 4184 inwoners (1999). De plaats maakt deel uit van het arrondissement Brignoles.

## Geografie
De oppervlakte van Saint-Zacharie bedraagt 27,1 km², de bevolkingsdichtheid is 154,4 inwoners per km².
De onderstaande kaart toont de ligging van Saint-Zacharie met de belangrijkste infrastructuur en aangrenzende gemeenten.

## Demografie
Onderstaande figuur toont het verloop van het inwonertal (bron: INSEE-tellingen).